# Debi Derryberry

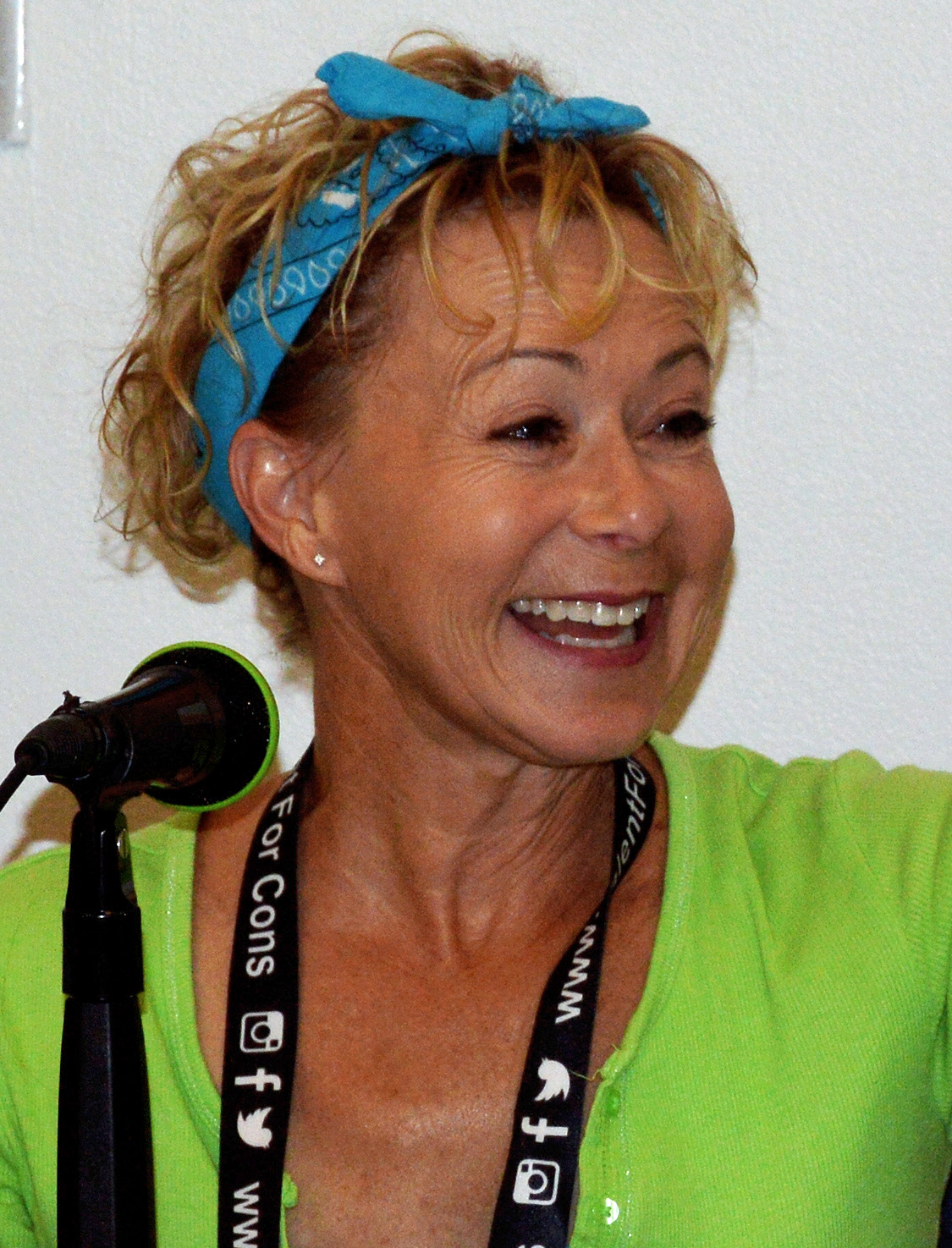
Debi Derryberry (2016)

Debi Derryberry (* 27. September 1960 in Indio, Kalifornien als Deborah Sue Greenberg) ist eine US-amerikanische Synchronsprecherin und Schauspielerin. Bisher wirkte sie in über 300 Fernseh- und Filmproduktionen sowie Computerspielen mit. Sie ist die Sprecherin der fiktiven Figur des Jimmy Neutron.

## Leben
Derryberry wurde am 27. September 1960 im kalifornischen Indio als eine Greenberg geboren. Sie ist ungarisch-jüdischer Abstammung. Ihre Großeltern überlebten den Holocaust. 1978 machte sie ihren Abschluss an der Indio High School. Danach studierte sie erfolgreich Kinesiologie an der University of California, Los Angeles. Anschließend versuchte sie sich in Nashville als Country-Sängerin. Vom 23. April 2000 bis zum 10. Oktober 2012 war sie mit Harvey L. Jordan verheiratet. Der Ehe entstammt ein Kind. Seit dem 12. Oktober 2019 ist sie mit Ian Hall verheiratet.
1986 debütierte Derryberry im Anime Das Schloss im Himmel als Synchronsprecherin. 1990 war sie als Schauspielerin in der Rolle der Midge Mason im Film Drei Frauen für Archie zu sehen. Anfang der 1990er lieh sie der Fee Tinker Bell in der Zeichentrickserie Peter Pan und die Piraten ihre Stimme. Seit 1998 leiht sie der fiktiven Nickelodeon-Figur Jimmy Neutron in verschiedenen Filmen, Fernsehserien und Computerspielen ihre Stimme. Von 2000 bis 2003 lieh sie dem Protagonisten George Bernard Shrinks in der gleichnamigen Zeichentrickserie George Shrinks ihre Stimme.

## Synchronisationen (Auswahl)
- 1986: Das Schloss im Himmel (Tenkū no Shiro Rapyuta/天空の城ラピュタ, Zeichentrickfilm)
- 1990–1991: Peter Pan und die Piraten (Peter Pan and the Pirates, Zeichentrickserie, 64 Episoden)
- 1991–1994: Taz-Mania (Zeichentrickserie, 20 Episoden)
- 1991: ProStars (Zeichentrickserie, 13 Episoden)
- 1992–1993: Die Addams Family (The Addams Family, Zeichentrickserie, 21 Episoden, verschiedene Charaktere)
- 1993–1994: Problemkind (Problem Child, Zeichentrickserie, 26 Episoden, verschiedene Charaktere)
- 1993–1996: Sailor Moon – Das Mädchen mit den Zauberkräften (Bishôjo senshi Sêrâ Mûn/美少女戦士セーラームーン, Zeichentrickserie, 29 Episoden, verschiedene Rollen)
- 1998: Jimmy Neutron: Runaway Rocketboy! (Animationskurzfilm)
- 1996–1998: Jumanji: The Animated Series (Zeichentrickserie, 40 Episoden, verschiedene Charaktere)
- 2000: The Kids from Room 402 (Zeichentrickserie, Episode 1x01)
- 2000–2001: Jimmy Neutron: Boy Genius Shorts (Animationsserie)
- 2000–2003: George Shrinks (Zeichentrickserie, 38 Episoden)
- 2001: Jimmy Neutron – Der mutige Erfinder (Jimmy Neutron: Boy Genius, Animationsfilm)
- 2001: Jimmy Neutron: Boy Genius (Computerspiel)
- 2002: The Adventures of Jimmy Neutron Boy Genius: Jimmy Neutron Vs Jimmy Negatron (Computerspiel)
- 2002: Nickelodeon Party Blast (Computerspiel)
- 2002: Nickmas (Animationsserie, 3 Episoden)
- 2002: Schweinchen Wilburs großes Abenteuer (Charlotte’s Web 2: Wilbur’s Great Adventure, Zeichentrickfilm)
- 2002–2004: Fillmore! (Zeichentrickserie, 10 Episoden)
- 2002–2006: Jimmy Neutron (The Adventures of Jimmy Neutron: Boy Genius, Animationsserie, 58 Episoden)
- 2003: Jimmy Neutron’s Nicktoon Blast (Animationskurzfilm)
- 2003: The Adventures of Jimmy Neutron Boy Genius: Jet Fusion (Computerspiel)
- 2003: Nickelodeon Toon Twister 3D (Computerspiel)
- 2004: The Jimmy Timmy Power Hour (Computerspiel)
- 2004: Nicktoons Basketball (Computerspiel)
- 2004: The Adventures of Jimmy Neutron Boy Genius: Attack of the Twonkies (Computerspiel)
- 2004: Nicktoons Movin’ Eye Toy (Computerspiel)
- 2005: Jimmy Neutron: Attack of the Twonkies (Animationsfilm)
- 2005: SpongeBob Schwammkopf und seine Freunde Durch Dick and Dünn! (Nicktoons Unite!, Computerspiel)
- 2006: The Jimmy Timmy Power Hour 2: When Nerds Collide (Animationsfilm)
- 2006: The Jimmy Timmy Power Hour 3: The Jerkinators! (Animationsfilm)
- 2006: SpongeBob und seine Freunde: Schlacht um die Vulkaninsel (Nicktoons: Battle for Volcano Island, Computerspiel)
- 2006: The Grim Adventures of Billy & Mandy (Computerspiel)
- 2007: SpongeBob und seine Freunde: Angriff der Spielzeugroboter (Nicktoons: Attack of the Toybots, Computerspiel)
- 2008: SpongeBob SquarePants featuring Nicktoons: Globs of Doom (Computerspiel)
- 2011: Nicktoons MLB (Computerspiel)
- 2016: Trolland – Das Geheimnis liegt zu euren Füßen (Trolland, Animationsfilm)
- 2022: Nickelodeon Kart Racers 3: Slime Speedway (Computerspiel)
- 2022: World of Warcraft: Dragonflight (Computerspiel)

## Filmografie (Auswahl)
- 1988: Hey, Vern, It's Ernest! (Fernsehserie, 12 Episoden, verschiedene Rollen)
- 1990: Drei Frauen für Archie (Archie: To Riverdale and Back Again)